# Rienk Wegener Sleeswijk
Mr. Rienk Sicko Wegener Sleeswijk (Bindjei, 15 mei 1941 – Leeuwarden, 30 oktober 2019) was een Nederlands jurist, rechter en maritiem historicus.

## Biografie
Sleeswijk is een lid van het patriciaatsgeslacht Sleeswijk en een zoon van oud-Deliplanter Fredrik Wilhelm Wegener Sleeswijk (1904-1974) en Cornelia Hendrika van Giffen (1908-1973). Hij trouwde in 1965 met Henriëtte Wilhelmina van Waning (1943) met wie hij drie kinderen kreeg. Hij is een oomzegger van architect prof. ir. Cornelis Wegener Sleeswijk (1909-1991) en een broer van hoogleraar prof. dr. ir. André Wegener Sleeswijk (1927-2018).
Sleeswijk werkte eerst bij houthandelaar Abraham van Stolk & Zn. alvorens rechten te gaan studeren. Van 1966 tot 1977 was hij directeur van de Vereniging Internatio Houtbedrijven. Daarna was hij van 1978 tot 1980 plaatsvervangend directeur bouwzaken bij het ministerie van Onderwijs en Wetenschappen. Vanaf 1980 trad hij in dienst van de rechterlijke macht, eerst als kantonrechter te Dordrecht. Vanaf 1984 was hij rechter en vicepresident van de rechtbank Leeuwarden, waar hij vanaf 1994 tot aan zijn pensionering in 2002 coördinerend vicepresident was. In 1994 werd hij benoemd tot kamerheer van de koningin in Friesland.
Sleeswijk was ook maritiem historicus en was vanaf de oprichting in 2009 secretaris van de Werkgroep Maritieme Geschiedenis van de Fryske Akademy. Van 1986 tot 1994 was hij voorzitter van het Fries Scheepvaartmuseum. Hij publiceerde geregeld over die maritieme geschiedenis. Voorts publiceerde hij samen met L. Oldersma het biografisch standaardwerk over de leden van de Friese rechterlijke macht: Rechterlijk Friesland 1811-1999. Naamlijst leden rechterlijke macht, leden openbaar ministerie en griffiers.
Sleeswijk was vanaf 1986 voorzitter van de Ottema-Kingma Stichting.